# Dan-Mihai Nicolae
Dan-Mihai Nicolae (n. 23 decembrie 1979) este un deputat român, ales în 2024 din partea POT. 